# Surányi Dezső
Surányi Dezső (Csongrád, 1947. március 4. –) egyetemi tanár, agrobiológus, művelődéstörténész.
A magyarországi gyümölcstermesztés és kutatás kiemelkedő alakja. Fő kutatási területe a gyümölcstermő növények biológiája és azok története, valamint a klímaváltozás hatásai a gyümölcstermesztésre.
Bátyja Surányi Béla, agrármérnök, agrártörténész; öccse Surányi Gyula növénybiológus.

## Élete
1947. március 4-én született Csongrádon. Szülei iparos emberek voltak, édesapja Surányi Mihály, édesanyja Marik Viktória.
Az általános iskolát szülővárosában,Csongrádon végezte a Piroskavárosi Általános Iskolában. 
Középiskolai tanulmányait a Pannonhalmi Bencés Gimnáziumban folytatta, érettségit 1965-ben szerzett.
1967-ben a fertődi Felsőfokú Mezőgazdasági Technikumban szerzett oklevelet Gyümölcstermesztési szakon, majd a Duna-Tisza közi Mezőgazdasági Kísérleti Intézet Kert- és Gyümölcstermelési Osztályán (ma Nemzeti Agrárkutatási és Innovációs Központ Gyümölcstermesztési Kutatóintézet Ceglédi Kutató Állomás) kezdett dolgozni kezdetben irodalmi referensként, majd tudományos főmunkatársként; ma tanácsadó.
1971-ben nyert felvételt a Kertészeti Egyetemre; 1976-ban szerzett kertészmérnöki oklevelet.
Doktori fokozatát 1978-ban szerezte növénytanból, kandidátusi értekezését 1985-ben védte meg. 1991 óta a Magyar Tudományos Akadémia doktora.
Több egyetem oktatója: 1986-: Kertészeti Egyetem, Eötvös Loránd Tudományegyetem ; 2003-: Mezőtúri Főiskola; 1993-: a Kecskeméti Főiskola
címzetes főiskolai tanára; a Budapesti Corvinus Egyetem és a Szent István Egyetem címzetes egyetemi tanára.
Több doktori iskolának tagja, tanára, alapító tagja; 1999-2002: Széchenyi-ösztöndíjas
professzor.
Habilitált történeti ökológiából és botanikából is. (Pécsi Tudományegyetem)
Tanulmányutakat tett többek között a Közel-Keleten és Észak-Afrikában.
Az Új Ember című hetilap (1972-: ), és a Vigília című lap külső munkatársa (1973-: ).
Család:
1976-ban házasodott, felesége Szijártó G. Sára pedagógus. Gyermekeik: Szabolcs (1978) programozómatematikus, Tekla (1982) környezetgazdálkodási mérnök, Blanka (1984) építészmérnök. Unokáik: Sára, Nimród, 
Bence, Áron, Regő, Csenge, Medárd.
Orosz, német, angol nyelven beszél,emellett ógörög és latin nyelven ír, olvas.
Kiváló, nemzetközi hírű tanárai,munkatársai voltak, akiknek sokat köszönhet; úgy, mint: Tomcsányi Pál, Garay András, Zatykó József, Bálint Sándor, László Gyula, Scheiber Sándor, Schweitzer József, Komoróczy Géza.

## Szakmai pályafutása
Kutatási területe: csonthéjas nemes- és alanyfajták (főleg kajszibarack, szilva és vad alanyfajok) virágzás- és termékenyülésbiológiája, korábban a növekedésszabályozó anyagok alkalmazási lehetőségei e két fajnál; valamint konzervációbiológiai és természetvédelmi kérdésekkel is foglalkozik az Alföld flórájával kapcsolatosan.
Munkásságának későbbi szakaszában egyre inkább a gyümölcstermő növények eredete és kultúrtörténete, nyelvészeti problémái érdeklik; a természetes vegetáció és a kultúrvegetáció multifaktoriális összefüggéseivel egyetemben.
A magyar botanikai szakirodalomban az egyik legnagyobb publikációs listával rendelkezik, tudományos könyvei száma 40 felett van. Számos könyv társszerzője, szerkesztője. Több, mint száz közleménye idegen nyelven megjelent.
Az Iliász és az Odüsszea alapján az eredeti szövegből rekonstruálta, hogy Homérosz milyen növényeket ismerhetett.
A Biblia természetrajzával is foglalkozott, számos rádiós műsorban ismertette kutatási eredményeit.
Kerti növények regénye című munkáját több, mint 1400 cikkben idézték.

### Szervezeti tagságai
- MTA Természetvédelmi és Korzervációbiológiai Bizottság (tag: 1999-)
- MTA Kertészeti Bizottság (tag: 1999-)
- Magyar Biológiai Társaság (főtitkár: 1991-1999, elnök: 2006-)
- Természettudományos Ismeretterjesztő Társulat elnökségi tagja
- Őstörténeti Társaság elnöke

### Díjai, elismerései
- Szocialista Kultúráért Díj
- Kőrisfa érdemérem (1983, 1988)
- Pro Natura díj (1996)
- Nívódíj (12 könyve után; 1979-2004, évente)
- Tudományos díj (2001 és 2005)
- Gubody-díj (2008)
- Szent Gellért-díj(2009)

### Főbb művei
- Surányi Dezső (szerk.). Növekedésszabályozók a kertészetben. Budapest: Mezőgazdasági Kiadó (1978). ISBN 963-230-401-2
- Nyujtó Ferenc, Surányi Dezső. Kajszibarack. Budapest: Mezőgazdasági Könyvkiadó Vállalat (1981). ISBN 963-231-100-0
- Surányi Dezső (szerk.). A szenvedelmes kertész rácsudálkozásai – Dokumentumok a magyar kertkultúra évezredes történetéhez. Budapest: Magvető Kiadó (1982). ISBN 9632715772
- Surányi Dezső. Csonthéjas gyümölcsűek növekedésszabályozása, Ma újdonság, holnap gyakorlat. Budapest: Mezőgazdasági Könyvkiadó Vállalat (1984). ISBN 963-231-655-X
- Surányi Dezső. Kerti növények regénye. Budapest: Mezőgazdasági Könyvkiadó Vállalat (1985). ISBN 963-232-061-1
- Surányi Dezső. Magyar biokertek a XVII. században. Natura (1987). ISBN 963-233-132-X
- Surányi Dezső. Lyra Florae – A növények örök himnusza. Budapest: Tankönyvkiadó (1987). ISBN 9641785793
- Surányi Dezső. Régi magyar ellenálló gyümölcsfajták. Budapest: Mezőgazdasági Könyvkiadó Vállalat (1988). ISBN 963-232-617-2
- Surányi Dezső. Aszaló napsugár – Gyümölcsfajok aszalása és zöldségfélék szárítása. Budapest: Téka Kiadó (1990). ISBN 9637392912
- Surányi Dezső. Éden a Duna-Tisza közi Pest megyében – Cegléd és környékének természetvédelmi értékei. TIT Pest Megyei Egyesülete (1992). ISBN 9634124046
- Surányi Dezső. Mítosztól a valóságig – A magyar nép természetismeretének fejlődésvázlata. Cegléd: Magánkiadás (1993). ISBN 9634504256
- Surányi Dezső. Csonthéjas magoncalanyok botanikai leírása. Cegléd: Ceglédi Gyümölcstermesztési Kutató Fejlesztő Intézet Kht. (1999). ISBN 963-03-5700-0-3
- Surányi Dezső. Millenniumtól millenniumig – A ceglédi Szent Kereszt templom és egyházközség élettörténete a XX. században. Cegléd: Szent Kereszt templom és Egyházközség (2001). ISBN 963-00-6823-0
- Surányi Dezső.
- Surányi Dezső.
- Surányi Dezső. Gyümölcsöző sokféleség – Biodiverzitás a gyümölcstermesztésben. Cegléd: Akcident (2002). ISBN 963-204-942-X
- Surányi Dezső (szerk.). Szilva. Budapest: Mezőgazda Kiadó (2006). ISBN 978-963-286-528-7
- Surányi Dezső. Lépcsőfokok – értekezések a gyümölcstermő növényekről. Cegléd: Ceglédi Gyümölcstermesztési Kutató-Fejlesztő Intézet (2009). ISBN 978-963-06-6662-6
- Surányi Dezső. A Biblia természetrajza – tanulmányok a Bibliáról. Cegléd: Ceglédi Római Katolikus Ó- és Újplébánia (2010). ISBN 978-963-06-9286-1
- Surányi Dezső. A sárgabarack – Armeniaca vulgaris Lam., Magyarország Kultúrflórája. Gödöllő: Szent István Egyetemi Kiadó (2011). ISBN 978-963-269-236-4
- Surányi Dezső, Erdős Zoltán. A Ceglédi Gyümölcskutató Intézet története, 1846-2012. Cegléd: Ceglédi Gyümölcstermesztési Kutató-Fejlesztő Int. Nonprofit Kft. (2012). ISBN 978-963-08-1124-8